# أناستازيا لوباش
أناستازيا لوباش مواليد 25 يونيو 1987 في مينسك، الاتحاد السوفيتي، هي لاعبة كرة يد بيلاروسية معتزلة. مثلت منتخب بيلاروسيا لكرة اليد للسيدات.

## الإنجازات
- كأس أبطال الكؤوس الأوروبية لكرة اليد للسيدات:
  - النهائي: 2014

## روابط خارجية
- أناستازيا لوباش على موقع الاتحاد الأوروبي لكرة اليد (الإنجليزية)